# Eau de Luce
Pour les articles homonymes, voir Luce.
 (août 2016).
Wikipédia ne donne pas d'avis médical : seul un professionnel (médecin, pharmacien, etc.) est habilité à le faire.
L'eau de Luce est une ancienne préparation pharmaceutique dont le principal ingrédient est l'ammoniaque. Elle était en particulier utilisée sur les morsures de vipères ou les piqûres d'abeilles.

## Préparation
On trouve une recette dans le Dictionnaire portatif de santé : 
« Mettez dans un flacon de cristal à eau de luce, quelques gouttes d'huile blanche de karabé rectifiée, versez dessus le double de bon esprit volatil de sel ammoniac ; bouchez le flacon avec son bouchon de cristal, et tenez-le dans la poche de la culotte pendant quelques jours ; la plus grande partie de l'huile se dissoudra : ajoutez-y pour lors une pareille quantité du même esprit volatil de sel ammoniac, et après avoir laissé le tout en digestion à la même chaleur pendant quelques jours encore, vous trouverez l'huile de karabé entièrement combinée avec l'alcali volatil, sous la forme et la consistance d'un lait clair de couleur jaunâtre. Conservez-le exactement fermé dans le même flacon.
Pour faire l'eau de luce, il suffit de verser quelques gouttes de ce savon succiné sur de l'esprit volatil de sel ammoniac bien vigoureux ; on y ajoute plus ou moins, suivant la blancheur et l'odeur de karabé qu'on veut donner à l'eau. »